# Yug Ylimaf
"Yug Ylimaf" (Family Guy para trás) é o quarto episódio da décima primeira temporada da série de comédia de animação Family Guy. Ele foi ao ar na rede Fox nos Estados Unidos em 11 de novembro de 2012. Este foi o 200º episódio produzido e foi promovido como tal, mas foi o 192º episódio a ser transmitido. O título é "Family Guy" soletrado para trás.

## Enredo
Quando Brian tenta marcar um encontro em um bar, ele chama uma mulher para ir à sua casa, dizendo que ele tem uma máquina do tempo. Ele vai até o quarto de Stewie com a mulher e usa a máquina do tempo para viajar para o  Assassinato de Abraham Lincoln(que é vaiado por Statler e Waldorf até Statler também ser baleado). Ele logo usa esta tática para marcar outros encontros, viajando a eventos como o Destraste do Hindenburg (onde Brian transa com uma garota assim quando Hindenburg começa a colidir com o solo) e a segregação racial nos EUA. No entanto, quando Brian percebe a  "anos viajou " avaliar ] ] na máquina do tempo fará com que Stewie descobrir sobre seus feitos , ele define-los para trás, o que faz com que a máquina do tempo para ter um colapso . Stewie acorda e descobre Brian adulteração com a máquina e uma grande explosão de energia sopra-los para a parede, batendo para fora.
Os dois acordar na manhã seguinte e descobrir que Brian de adulteração da máquina causou hora de correr para trás. Brian e Stewie ir em torno da cidade para examinar os efeitos da máquina e testemunha eventos de corrida para trás , como uma luta entre Peter e Ernie o frango gigante depois que Pedro tinha aberto a porta do carro quando Ernie andava de bicicleta para ele. Quando Stewie vê que ele é não- dentição , ele percebe que a linha do tempo invertido está afetando -os também, e pior , que o tempo está a inverter a um ritmo extremamente rápido depois de ver que  Cleveland  está vivendo em Quahog e revivendo os Ipecac incidente  de anos atrás. Quando eles veem que Bonnie está grávida e que Susie não nasce, Stewie percebe que ele também vai ser em gestação, se a máquina do tempo não é fixo.
Enquanto Stewie tenta reparar a máquina do tempo , ele perde a capacidade de andar e percebe que o tempo de seu nascimento está crescendo perto . Quando Stewie vai ser levado para o hospital para ser em gestação , ele diz a Brian que agora cabe a ele consertar a máquina . Quando Brian tenta definir o tempo para a frente de novo, ele tem a ideia de fazer o que ele fez pela primeira vez , defina o indicador de tempo para a frente , fazendo com que uma segunda crise e Brian é nocauteado de novo. Ele acorda para ver que a linha do tempo voltou ao normal e ele corre para o hospital a tempo de testemunhar o nascimento de Stewie, onde ele mostra que Brian era inadvertidamente [ paradoxo [ Bootstrap | responsável por Stewie recebendo o seu nome . Stewie agradece Brian por salvar sua vida e a cabeça casa Griffins com seu bebê recém-nascido. À medida que o episódio termina com ele , mostrando os produtores executivos , a voz do Chris é ouvida dizendo à família que ele ouviu falar Stewie , mas Lois desconsidera isso.

## Recepção
O episódio foi transmitido em 11 de novembro de 2012 e foi assistido por 5,57 milhões de telespectadores. Ele adquiriu uma avaliação de 2.7/6 rating/Share, a melhor em seu horário. O The A.V. Club deu ao episódio um C, dizendo que o episódio "funciona, mas de uma maneira limitada."